# Bahnmühle (Ellwangen)
Bahnmühle ist ein Teilort von Schrezheim, einem Stadtteil von Ellwangen (Jagst).

## Beschreibung
Der Ort liegt etwa vier Kilometer nordwestlich von Schrezheim und etwa fünf Kilometer westnordwestlich des Stadtkerns von Ellwangen.
Direkt am Ort vorbei fließt der Rotenbach, der dort von der Straße Altmannsrot–Eggenrot überquert wird.

## Geschichte
Die Mühle wurde einst Bannmühle geschrieben, was darauf hinweist, dass hier ein Mühlenzwang galt. Sie war eine Mahl- und Sägmühle der Adelmänner von Adelmannsfelden.